# Марш, Отниел Чарлз
О́тниел Чарлз Марш (англ. Othniel Charles Marsh; 1831—1899) — профессор палеонтологии позвоночных Йельского университета (1866), один из выдающихся американских палеонтологов XIX века.
Член Национальной академии наук США (1874), в 1883—1895 президент Академии.

## Биография
Отниел Чарлз Марш родился 29 октября 1831 года в Локпорте, штат Нью-Йорк. В 1860 году окончил Йельский колледж, затем изучал геологию и минералогию в Шеффильдской Школе наук, после чего изучал палеонтологию и анатомию в Берлине, Гейдельберге и Бреслау. В 1866 году вернулся в Соединенные Штаты и был назначен профессором палеонтологии позвоночных Йельского университета. Он убедил своего дядю Джорджа Пибоди создать при этом университете Музей естественной истории Пибоди.
В 1868 году начал раскопки в Скалистых горах. Всего он описал более 400 видов ископаемых животных, в том числе 86 видов динозавров, включая бронтозавра и апатозавра (ныне отнесённых к одному роду), трицератопса и торозаврa (выделенных им в семейство цератопсид), диплодока, стегозавра, аллозавра, нодозавра и др., а также птерозавров, ранних лошадей, первых птиц (гесперорнис, ихтиорнис) и т. д. Его именем назван род птицетазовых динозавров — отниелия.
На поприще поисков окаменелостей, прославился также своей непримиримой враждой и соперничеством с Эдвардом Копом («костяные войны»), начавшейся с того, что он указал на ошибку Копа (при реконструкции найденного им плезиозавра принявшего хвост животного за шею).
В 1877 году Геологическое общество Лондона присудило учёному почетную награду — медаль Бигсби.
Учёный скончался 18 марта 1899 года.

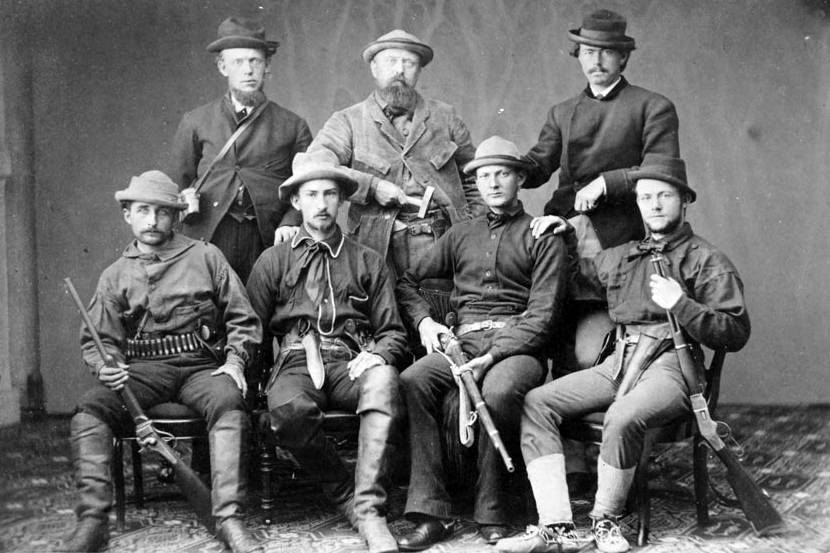
Палеонтологическая экспедиция 1872 года, обнаружевшая почти идеальный скелет Hesperornis regalis. Посередине в заднем ряду Отниел Марш, слева в переднем ряду личный врач Марша 29-летний Томас Х. Рассел (Thomas H. Russell), впоследствии профессор клинической хирургии в Йельском университете